# Гауссові числа
Гауссові цілі числа {\displaystyle \mathbb {Z} [i]} — комплексні числа вигляду {\displaystyle a+bi,} де {\displaystyle a,b\in \mathbb {Z} } — звичайні цілі числа. Якщо дозволити раціональні значення для {\displaystyle a,b,} то одержимо поле {\displaystyle \mathbb {Q} (i)} гауссових раціональних чисел.
Гауссові цілі числа утворюють комутативне кільце, яке докладно дослідив Карл Гаусс. На гауссові цілі числа поширюється теорема про однозначність розкладу на прості множники, яка відома для звичайних цілих чисел з часів Евкліда. Це надає концептуальне пояснення результатам П. Ферма та Л. Ейлера відносно розв'язків рівняння {\displaystyle a^{2}+b^{2}=p} у цілих числах і приводить до короткого доведення великої теореми Ферма для {\displaystyle n=4.}
Множина гауссових цілих чисел прийнято позначати {\displaystyle \mathbb {Z} [i],} їх властивості схожі на властивості множини звичайних цілих чисел {\displaystyle \mathbb {Z} }, проте є й істотні відмінності.
У запроваджених Гауссом і Н. Абелем дослідженнях довжини дуги лемніскати, гауссові цілі числа було застосовано до питань теорії еліптичних функцій, так звана теорія комплексного множення, і до обчислення середнього арифметико-геометричного.

## Загальні властивості

### Визначення і класифікація
Формальне визначення:
{\displaystyle \mathbb {Z} [i]=\{a+bi\mid a,b\in \mathbb {Z} \}}.
Множина {\displaystyle \mathbb {Z} [i]} містить безліч звичайних цілих чисел {\displaystyle \mathbb {Z} } і являє собою його розширення.Сума, різниця і добуток гауссових чисел є гауссовими числами; така структура алгебри називається кільцем.Ввести в цьому комплексному кільці впорядкованість неможливо. Відзначимо також, що спряжене до гауссового числа {\displaystyle a+bi} є також гауссове число {\displaystyle a-bi.}
Кожне гауссове число {\displaystyle z=a+bi} задовольняє квадратному рівнянні:
{\displaystyle (z-a)^{2}+b^{2}=0}
Тому гауссове число є ціле алгебраїчне число.

### Норма
Норма для гауссового числа {\displaystyle a+bi} визначається як квадрат його модуля:
{\displaystyle N\left(a+bi\right)=a^{2}+b^{2}=(a+bi){\overline {(a+bi)}}}
Властивості норми:
- Норма дорівнює нулю тільки для нуля. В інших випадках норма — додатне ціле число.
- Норми спряжених чисел збігаються.
- Норма звичайного цілого числа дорівнює його квадрату.
- Якщо норма непарна, то вона має вигляд {\displaystyle 4n+1}, тобто при діленні його на {\displaystyle 4} виходить залишок {\displaystyle 1}. Ніяке гауссове число не може мати норму виду {\displaystyle 4n+3.}

Норма, як і модуль, має важливу властивість мультиплікативності:
{\displaystyle N(u\cdot v)=N(u)\cdot N(v)}
Звідси випливає, що зворотніми елементами кільця є ті елементи, у яких норма дорівнює {\displaystyle 1}, тобто {\displaystyle \{1;-1;i;-i\}}.
Два гауссових числа називаються асоційованими, якщо одне виходить з іншого множенням на дільник одиниці. Легко побачити, що асоційованість — відношення еквівалентності. Приклад: гауссові числа {\displaystyle 1+i} и {\displaystyle 1-i} асоційовані, оскільки:
{\displaystyle 1+i=i(1-i)}
У кожного ненульового гауссового числа є три асоційованих з ним. Норми всіх чотирьох асоційованих між собою чисел збігаються.

## Теорія подільності

### Ділення націло
Ділення націло гауссових чисел визначається звичайним чином: Вимова: один з трьох рівносильних варіантів.
- {\displaystyle u} ділиться на {\displaystyle v;}
- {\displaystyle v} ділить {\displaystyle u;}
- {\displaystyle v} — дільник {\displaystyle u.}

Використовуються традиційні терміни: ділене або кратне ({\displaystyle u}), дільник ({\displaystyle v}) та частка від ділення ({\displaystyle q}). Кількість дільників гауссового числа завжди скінчене, кількість кратних нескінченно.
Приклад: число {\displaystyle 2} ділиться націло на {\displaystyle ~1+i}, тому що {\displaystyle ~2=(1+i)(1-i)}.
Всі гауссові числа діляться на дільники одиниці, тому будь-яке гауссове число, відмінне від дільників одиниці, має як мінімум {\displaystyle 8} дільників: {\displaystyle 4} дільника одиниці і {\displaystyle 4} їх добутку на саме це число. Ці подільники називаються тривіальними.
Ділення націло в {\displaystyle \mathbb {Z} [i]} за своїми властивостями схоже на аналогічне ділення цілих чисел. Деякі специфічні для гауссових чисел особливості:
- Якщо гауссове число {\displaystyle z} ділиться націло на звичайне ціле число, то на це ціле число діляться як дійсна, так і уявна частина {\displaystyle z.}
- Якщо {\displaystyle u|v} и {\displaystyle v|u}, то ці числа асоційовані.
- Якщо {\displaystyle u|v}, то будь-яке з 3 чисел, асоційованих з {\displaystyle v,} ділиться на будь-яке з {\displaystyle 3} чисел, асоційованих з {\displaystyle u}.
- Якщо {\displaystyle u} ділиться на {\displaystyle v\;(u=vq)}, то спряжене до діленого числа {\displaystyle {\overline {u}}} ділиться на спряжене до дільника {\displaystyle {\overline {v}}\;({\overline {u}}={\overline {v}}{\overline {q}}).}
- Всі дільники гауссового числа {\displaystyle z} є також дільниками його норми {\displaystyle N(z)=z\cdot {\overline {z}}.}
- Норма гауссового числа парна тоді і тільки тоді, коли це число ділиться на {\displaystyle ~1+i.}
- Якщо {\displaystyle v|u}, то і норма діленого, в силу мультиплікативності, ділиться націло на норму дільника. При цьому:

| Кажуть, що гауссове число {\displaystyle u} ділиться (націло) на гауссове число {\displaystyle v}, якщо існує третє гауссове число {\displaystyle q} таке, що {\displaystyle u=vq}. Позначення: {\displaystyle v\|u.}, |

{\displaystyle N\left({\frac {u}{v}}\right)={\frac {N(u)}{N(v)}}}

### Геометричне уявлення подільності
У кожного гауссового числа {\displaystyle z} є {\displaystyle 4} кратних з тією ж нормою (і, відповідно, тим же модулем) — це саме {\displaystyle z} та асоційовані з ним {\displaystyle 3} числа, які виходять послідовним множенням {\displaystyle z} на {\displaystyle i}:
{\displaystyle z;\ iz;\ -z;\ -iz}
Але множення на {\displaystyle i} означає на комплексній площині поворот радіус-вектора числа на 90° проти годинникової стрілки, причому модуль результату буде тим же. Таким чином, всі 4 числа утворюють рівносторонній хрест (виділено червоним на малюнку), центр і вершини якого кратні {\displaystyle z}. Послідовно зрушуючи цей хрест на всі боки на одну з 4 величин, асоційованих з {\displaystyle z}, ми одержуємо на всій площині квадратну решітку, всі вузли якої (вершини квадратів) кратні {\displaystyle z}. Зворотньо, будь яке кратне {\displaystyle z} збігається з одним з вузлів решітки. Ширина кожного квадрата решітки дорівнює {\displaystyle |z|.} Далі для стислості ця решітка буде називатися «решіткою кратних» (або, якщо потрібне уточнення, «-решітка кратних»).
Приклад: на малюнку одним з вузлів решітки є число {\displaystyle ~4-2i}, кратне {\displaystyle ~1+2i}:
{\displaystyle 4-2i=-2i(1+2i).}

### Прості гауссові числа
Просте гауссове число — це ненульове число, яке не має інших дільників, крім тривіальних. Число, що не є простим, називається складовим. При цьому дільники одиниці, подібно натуральної одиниці, не вважаються ні простими, ні складовими числами.
Деякі властивості простих гауссових чисел:
- Якщо {\displaystyle a+bi} — просте гауссове число, то і спряжене до нього гауссове число {\displaystyle a-bi} також є простим.
- Якщо просте гауссове число є дільником добутку гауссових чисел, то воно є дільником принаймні одного із співмножників.
- Норма будь-якого простого гауссового числа, крім асоційованих з {\displaystyle 1+i}, завжди непарна і тому дорівнює {\displaystyle 4n+1.}

Натуральне просте число може не бути гауссовим простим числом. Наприклад, числа 2 і 5 в {\displaystyle \mathbb {Z} [i]} вже не прості:
{\displaystyle 2=(1+i)(1-i);\quad 5=(2+i)(2-i)}

### Взаємно прості числа
Якщо гауссове число {\displaystyle w} є дільником для двох гауссових чисел {\displaystyle u} і {\displaystyle v}, воно називається їх спільним дільником. Множина спільних дільників двох чисел завжди містить 4 дільники одиниці; якщо інших спільних дільників немає, ці числа називаються взаємно простими.
Відзначимо, що якщо норми гауссових чисел {\displaystyle u}, {\displaystyle v} взаємно прості як цілі числа, то і самі числа {\displaystyle u}, {\displaystyle v} взаємно прості як гауссові числа. Зворотнє невірно: норми взаємно простих гауссових чисел можуть мати спільні дільники — наприклад {\displaystyle 5+2i} і {\displaystyle 5-2i} взаємно прості, але їх норми збігаються і тому не взаємно прості.
Зазначимо дві властивості, аналогічні властивостям цілих чисел.
- Якщо кожне з двох гауссових чисел {\displaystyle u,v} взаємно просто з гауссовим числом {\displaystyle w,} то і їх добуток {\displaystyle uv} теж взаємно просто з {\displaystyle w.}
- Якщо {\displaystyle z|uv} і при цьому {\displaystyle z} взаємно просто з {\displaystyle u}, то[9] {\displaystyle z|v.}

### Критерій Гауса
Гаус вказав визначальні ознаки простого числа в {\displaystyle \mathbb {Z} [i]}.
| Гауссове число {\displaystyle a+bi} є простим тоді і тільки тоді, коли: - або одне з чисел {\displaystyle a,b} нульове, а інше — ціле просте число виду {\displaystyle \pm (4n+3)}; - або {\displaystyle a,b} обидва не нулі та норма {\displaystyle a^{2}+b^{2}} — просте натуральне число. |

Наведемо приклади простих гауссових чисел.
- До першої частини критерію: {\displaystyle \pm 3;\ \pm 7;\ \pm 3i.}
- До другої частини критерію: {\displaystyle 1\pm i;\ 1\pm 2i;\ 1\pm 4i;\ 4+5i;\ 2-3i;\ 15+22i.}

Деякі джерела для більшої ясності поділяють другу частину критерію на дві:
1. Числа, асоційовані з {\displaystyle 1+i.} Їх норма дорівнює 2.
2. Числа, норма яких є просте натуральне число вигляду {\displaystyle 4n+1.}

Сам Гаус такого поділу не робив.
Наслідки.
- Ніяке просте натуральне число вигляду {\displaystyle 4n+1} не може бути простим гауссовим числом. Прості натуральні числа виду {\displaystyle 4n+3} є і простими гауссовими числами.
- Норма простого гауссового числа є або простим натуральним числом, або квадратом простого натурального числа[13].
- Просте натуральне число вигляду {\displaystyle 4n+1} можна представити як добуток спряжених простих гауссових чисел {\displaystyle (a+bi)(a-bi)} або, що те ж саме, як суму квадратів {\displaystyle a^{2}+b^{2}}. Цей факт відомий як Теорема Ферма — Эйлера. Саме при дослідженні даної теми, а також теорії біквадратичних лишок, Гаус з успіхом застосував цілі комплексні числа. Навпаки, якщо просте натуральне число можна подати у вигляді суми натуральних квадратів, то в {\displaystyle \mathbb {Z} [i]} воно складене і розкладається на два спряжених гауссових простих.
- Кожне просте гауссове число є дільником одного і тільки одного простого натурального числа[14]. Це означає, що розкладаючи натуральні прості на гауссові множники, ми отримаємо всі гауссові прості.

### Розклад на прості множники
В {\displaystyle \mathbb {Z} [i]} має місце аналог основної теореми арифметики: кожне гауссове число, що не є нулем або дільником одиниці, розкладається на прості множники, причому це розкладання однозначно з точністю до порядку і асоційованості множників.
Приклад: {\displaystyle 5=(1+2i)(1-2i)=(2-i)(2+i).} Множники цих двох, по виду різних, розкладів попарно асоційовані: {\displaystyle 1+2i=i(2-i);\ 1-2i=(-i)(2+i),} так що однозначність не порушується.
Щоб практично розкласти гауссове число {\displaystyle z} на прості множники, можна використовувати наведену вищу властивість: всі дільники гауссового числа є також дільниками його норми. При цьому норма містить також «зайві» прості множники, відповідні спряжені до {\displaystyle z} на прості множники, можна використовувати наведену вище властивість: всі дільники гауссового числа є також дільниками його норми.
Таким чином, почати слід з розкладання норми числа {\displaystyle z} на прості натуральні множники.
1. Множник 2, якщо він присутній в розкладанні норми, розкладається як{\displaystyle (1+i)(1-i)}. Слід включити в результуюче розкладання ті з цих множників (у відповідній мірі), на які {\displaystyle z} ділиться націло.
2. Крім 2, інші множники норми — непарні. Множник виду {\displaystyle 4n+3} є простим гауссовим числом, тому він ділить не тільки норму{\displaystyle N(z)=~z{\overline {z}}}, але і саме {\displaystyle z.} Але тоді цей множник ділить і спряжене число {\displaystyle {\overline {z}}}. Звідси випливає, що множник виду {\displaystyle 4n+3} входить в розкладання норми завжди в парній степені, а в розкладання самого {\displaystyle z} — в степені, вдвічі меншою.
3. Множник виду {\displaystyle 4n+1} можна розкласти на добуток спряжених простих гауссових чисел (або, що те ж саме, на суму квадратів натуральних чисел). І тут слід діленням з'ясувати, який із співмножників відноситься до початкового числа, а який — до спряженого.

Приклад. Розкладемо на прості множники {\displaystyle 9+12i.} Норма цього числа дорівнює 225, розкладемо її на прості натуральні множники: {\displaystyle ~225=3^{2}\cdot 5^{2}.}За попереднім, {\displaystyle ~5=(2-i)(2+i).} Перевіркою переконуємося, що {\displaystyle 9+12i} ділиться тільки на {\displaystyle ~2+i} и не ділиться на {\displaystyle ~2-i.} Частка від ділення {\displaystyle 9+12i} на {\displaystyle ~3(2+i)} дорівнює {\displaystyle ~2+i,} тому остаточно отримуємо:
{\displaystyle 9+12i=3\cdot (2+i)^{2}}

## Теорія порівнянь

### Порівняння по гауссовому модулю
Поняття порівняння по модулю визначається в {\displaystyle \mathbb {Z} [i]} аналогічно тому, як це робиться для цілих чисел:
| Нехай {\displaystyle w} — деяке гауссове число. Два гауссових числа {\displaystyle u,v} називаються порівнянними по модулю {\displaystyle w}, якщо різниця {\displaystyle u-v} ділиться (націло) на {\displaystyle w}. Запис: {\displaystyle ~u\equiv v{\pmod {w}}.} |

Властивості порівнянь в {\displaystyle \mathbb {Z} [i]} в основному такі ж, як у цілих чисел. Відношення порівнянності є відношення еквівалентності, тому {\displaystyle \mathbb {Z} [i]} розбивається на непересічні класи лишок — кожен такий клас містить всі порівнянні один з одним (по заданому модулю) гауссові числа. Для класів, як у випадку цілих чисел, можна визначити додавання і множення, так що виходить кільце лишок по гауссовому модулю.
Приклад. Візьмемо як модуль порівняння {\displaystyle 1+i}. Тоді {\displaystyle \mathbb {Z} [i]} розбивається на два класи лишок: числа {\displaystyle a+bi}, у яких {\displaystyle a},{\displaystyle b} однакової парності, потраплять в один клас (що містить кратні модуля), а числа з різною парністю {\displaystyle a},{\displaystyle b}— в іншій.
У гауссового порівняння є деякі особливості. Наприклад, якщо для цілих чисел по модулю 3 існують 3 класу лишок з представниками {\displaystyle 0;\ 1;\ 2,} то для гауссових чисел за тим же модулю кількість класів значно більше. Їх представники:
{\displaystyle 0;\ 1;\ 2;\ i;\ 1+i;\ 2+i;\ 2i;\ 1+2i;\ 2+2i}
Як виявив Гаус, кільце лишок по модулю {\displaystyle a+bi} містить {\displaystyle ~N(a+bi)=a^{2}+b^{2}} елементів. Цей факт змушує модифікувати деякі класичні теореми. Наприклад, мала теорема Ферма для цілих чисел стверджує, що {\displaystyle (a^{p}-a)} ділиться на {\displaystyle p} для будь-якого простого {\displaystyle p} і натурального {\displaystyle a}. Для гауссових чисел це невірно, навіть якщо обмежитися натуральними значеннями {\displaystyle p} ; наприклад, для цілих чисел {\displaystyle a^{3}-a} завжди ділиться на 3, а для гауссових {\displaystyle i^{3}-i=-2i}, і це значення на 3 не ділиться. Модифікований аналог малої теореми Ферма формулюється в такий спосіб: Перевіримо на тому ж прикладі з {\displaystyle w=3;u=i.} Отримуємо: {\displaystyle ~(i^{9}-i)=0} — ділиться на 3.
| Нехай {\displaystyle w} — деяке гауссове число. Два гауссових числа {\displaystyle u,v} називаються порівнянними по модулю {\displaystyle w}, якщо різниця {\displaystyle u-v} ділиться (націло) на {\displaystyle w}. Запис: {\displaystyle ~u\equiv v{\pmod {w}}.} |

| Для простого гауссового числа {\displaystyle w=a+bi} і будь-якого гауссового числа {\displaystyle u} {\displaystyle (u^{N(w)}-u)=(u^{a^{2}+b^{2}}-u)} ділиться на {\displaystyle w.} |

Назвемо клас лишок по модулю {\displaystyle w,} містить число {\displaystyle u,} оборотним, якщо порівняння {\displaystyle ~ux\equiv 1{\pmod {w}}} має рішення відносно {\displaystyle x.} Клас оборотний тоді і тільки тоді, коли гауссові числа{\displaystyle u} и {\displaystyle w} взаємно прості. Зокрема, якщо модуль порівнянь {\displaystyle w} — гауссове просте число, то кожен ненульовий клас лишок має оборотний елемент, а це означає, що класи лишок по простому модулю в {\displaystyle \mathbb {Z} [i]}, як і в {\displaystyle \mathbb {Z} ,} утворюють поле.

### Функція Ейлера для гауссових чисел
Введемо аналог функції Ейлера для гауссових чисел. Визначення для цілих чисел не годиться хоча б тому, що міститься в ньому вираз «від {\displaystyle 1} до {\displaystyle n}» не має сенсу для комплексних чисел. Нове визначення:
| Функція Ейлера {\displaystyle \varphi (z)} для гауссового числа {\displaystyle z} визначається як число оборотних класів лишок по модулю {\displaystyle z.} |

Визначена таким чином функція, як і її прототип для цілих чисел, мультиплікативна, тому достатньо знати її значення для простих чисел і їх натуральних степенів. Якщо {\displaystyle z} — просте гауссове число, то:
{\displaystyle \varphi (z)=N(z)-1;\quad \varphi (z^{k})=N(z)^{k-1}(N(z)-1)}
Приклад: {\displaystyle \varphi (3+4i)=\varphi ((2+i)^{2})=N(2+i)(N(2+i)-1)=5\cdot 4=20.}
Тепер можна узагальнити наведену в попередньому розділі малу теорему Ферма на випадок довільного (не обов'язково простого) модуля порівняння, тобто привести аналог теореми Ейлера:
| Якщо гауссове число {\displaystyle z} взаємно просто з модулем {\displaystyle w,}, то: {\displaystyle z^{\varphi (w)}\equiv 1{\pmod {w}}} |

### Геометричне уявлення порівняння по модулю
Розглянемо для прикладу порівняння по модулю {\displaystyle w=1+2i.} Як сказано в розділі про геометричному поданні подільності, можна розбити комплексну площину на квадрати, так, що вузли цієї решітки (вершини квадратів) представляють всілякі комплексні кратні {\displaystyle ~1+2i.} Тоді, за визначенням, числа можна порівняти по модулю, якщо їх різниця збігається з одним з вузлів решітки кратних.
Кожен квадрат решітки виходить з будь-якого іншого квадрата зрушенням (переносом) на величину, кратну {\displaystyle w,} тому різниця будь-якої точки квадрата і результату її зсуву теж кратна {\displaystyle w.} Звідси випливає остаточний висновок:
| Гауссові числа порівняні по модулю {\displaystyle w} тоді і тільки тоді, коли вони займають одне і теж відносне положення в своїх квадратах решітки кратних. |

Наприклад, можна порівняти всі центри квадратів, або всі середини їх відповідних сторін тощо

## Ділення з залишком

### Визначення
У кільці {\displaystyle \mathbb {Z} [i]} можна визначити ділення із залишком (на будь яке ненульове гауссове число), вимагаючи, щоб норма залишку була менше норми дільника:
| Будь яке гауссове число {\displaystyle u} можна поділити із залишком на будь яке ненульове гауссове число {\displaystyle v}, тобто представити у вигляді: {\displaystyle u=vq+r} де частка {\displaystyle q} і залишок {\displaystyle r} — гауссові числа, причому {\displaystyle N(r)<N(v).} |

Нескладно показати, що як частку від ділення із залишком можна взяти гауссове число, найближчим до частки від звичайного ділення комплексних чисел.
Необхідно відзначити, що умова «норма залишку менше норми дільника» недостатньо для того, щоб гарантувати однозначність залишку від ділення. В {\displaystyle \mathbb {Z} [i]}, на відміну від {\displaystyle \mathbb {Z} }, залишок неоднозначний. Наприклад, {\displaystyle ~7+2i} можна розділити на {\displaystyle ~3-i} трьома способами:
{\displaystyle 7+2i=(3-i)(2+i)+i=(3-i)(1+i)+3=(3-i)(2+2i)+(-1-2i)}
Можна гарантувати тільки те, що всі залишки потрапляють в один клас залишок по модулю дільника.
Приклад. Поділимо із залишком {\displaystyle 11+10i} на {\displaystyle 4+i}. Спочатку знайдемо частку від звичайного комплексного ділення:
{\displaystyle {\frac {11+10i}{4+i}}={\frac {(11+10i)(4-i)}{(4+i)(4-i)}}={\frac {54+29i}{17}}\approx 3{,}17+1{,}7i}
Найближче до результату гауссове число є {\displaystyle 3+2i,} тоді залишок дорівнює {\displaystyle ~11+10i-(4+i)(3+2i)=1-i.} В результаті отримуємо:
{\displaystyle 11+10i=(4+i)(3+2i)+1-i}

### Геометричне представлення
З визначення поділу із залишком {\displaystyle u} на {\displaystyle v} слідує, що {\displaystyle ~|r|=|u-vq|,} тобто модуль залишку є відстань між комплексними числами {\displaystyle u} и {\displaystyle vq.} Іншими словами, {\displaystyle |r|} є відстань від діленого до одного з вузлів {\displaystyle v}-решітки кратних. Вимога «норма залишку менше норми дільника» еквівалентно умові {\displaystyle |r|<|v|}. Звідси випливає:
| Ділення із залишком {\displaystyle u} на {\displaystyle v} має стільки рішень, скільки вузлів {\displaystyle v}-решітки кратних знаходиться від діленого на відстані менше {\displaystyle \|v\|.} |

У наведеному вище прикладі ділення {\displaystyle ~7+2i} на {\displaystyle ~3-i} найближчими до діленого є кратні дільника, що утворюють вершини квадрата решітки, що містить ділене:
{\displaystyle 7+i=(3-i)(2+i)}
{\displaystyle 4+2i=(3-i)(1+i)}
{\displaystyle 8+4i=(3-i)(2+2i)}
Всі вони знаходяться від діленого на відстані менше, ніж {\displaystyle ~|v|={\sqrt {10}}.} Четверта вершина квадрата {\displaystyle ~5+5i} віддалена від діленого більше ніж на {\displaystyle ~{\sqrt {10}}.} Тому дана задача поділу із залишком має три рішення.
У загальному випадку, провівши з вершин квадрата {\displaystyle v}-решітки кратних дуги радіусом {\displaystyle |v|}, ми отримали фігуру, показану на малюнку. Якщо ділене знаходиться в центральній області (червона зона), воно віддалене від усіх вершин менш ніж на {\displaystyle |v|}, і поділ із залишком може бути виконано чотирма способами. Якщо ділене знаходиться в одному з «пелюсток» (синя зона), то одна з вершин відпадає, і число рішень дорівнює трьом. Для білої зони отримуємо два рішення. Нарешті, якщо ділене збігається з однією з вершин, то залишок дорівнює нулю, і рішення єдино.

### Найбільший спільний дільник
Кільце гауссових чисел є евклідовим, і в ньому завжди можна визначити найбільший спільний дільник, визначений однозначно з точністю до дільників одиниці.
| Найбільшим спільним дільником НСД{\displaystyle (u,v)} для гауссових чисел {\displaystyle u} і {\displaystyle v}, хоча б одно з яких ненульове, називається їх спільний дільник {\displaystyle d}, який ділиться на будь який інший спільний дільник {\displaystyle u} і {\displaystyle v}. |

Еквівалентне визначення: НСД{\displaystyle (u,v)} є той загальний дільник {\displaystyle u,v}, у якого норма максимальна.
Властивості НСД
- Якщо відомий деякий НСД, то будь-яка з трьох чисел, асоційованих з ним, також буде НСД. Зокрема. якщо один з НСД — дільник одиниці, то такими ж будуть і інші три НСД.
- Гауссові числа взаємно прості тоді і тільки тоді, коли їх НСД є дільник одиниці.
- Має місце аналог співвідношення Безу[22]:| Нехай {\displaystyle u,v} — гауссові числа, і хоча б одно з них не нуль. Тоді існує такі гауссові числа {\displaystyle x,y}, що виконується співвідношення: НСД{\displaystyle (u,v)=xu+yv} |

Іншими словами, найбільший спільний дільник двох гауссових чисел можна завжди уявити як лінійну комбінацію цих чисел з гауссовими коефіцієнтами.
- Слідство співвідношення Безу: якщо гауссові числа {\displaystyle u,v} взаємно прості, то рівняння {\displaystyle ~xu+yv=1} відносно {\displaystyle x,y} має рішення в {\displaystyle \mathbb {Z} [i].} Замість 1 в наведеному рівнянні може стояти будь-який інший дільник одиниці, теорема при цьому залишиться вірною.

### Алгоритм Евкліда і практичне обчислення НСД
Для визначення НСД в {\displaystyle \mathbb {Z} [i]} зручно використовувати алгоритм Евкліда, цілком аналогічний вживаному для цілих чисел. НСД виходить в цій схемі як останній ненульовий залишок. Алгоритм Евкліда можна також використовувати для знаходження коефіцієнтів {\displaystyle x,y} в співвідношенні Безу.
Приклад 1. Знайдемо НСД для {\displaystyle 32+9i} і {\displaystyle 4+11i.}
Крок 1: {\displaystyle 32+9i=(4+11i)(2-2i)+2-5i} (розділили з залишком перше число на друге): Крок 2: {\displaystyle 4+11i=(2-5i)(-2+i)+3-i} (розділили з залишком попередній дільник на залишок попереднього кроку): Крок 3: {\displaystyle 2-5i=(3-i)(1-i)-i} (та сама дія): Крок 4: {\displaystyle 3-i=(-i)(1+3i)} (та сама дія, розподіл виконується без остачі)
Відзначимо, що на кожному кроці норма залишку монотонно зменшується. Останній ненульовий залишок дорівнює {\displaystyle -i}, це дільник одиниці, тому робимо висновок, що досліджувані числа взаємно прості.
Приклад 2. Знайдемо НСД для {\displaystyle 11+3i} и {\displaystyle 1+8i.}
Крок 1: {\displaystyle 11+3i=(1+8i)(1-i)+2-4i}
Крок 2: {\displaystyle 1+8i=(2-4i)(-1+i)+(-1+2i)}
Крок 3: {\displaystyle 2-4i=(-1+2i)(-2)} (розподіл виконується без остачі)
Останній ненульовий залишок дорівнює {\displaystyle -1+2i}, це і є шуканий НСД. Послідовно підставляючи замість лівих частин рівностей праві (починаючи з передостанньої рівності, від низу до верху), ми отримаємо співвідношення Безу для НСД:
{\displaystyle -1+2i=(11+3i)(1-i)+(1+8i)(1+2i)}

## Деякі додатки
Гаус використовував відкриту їм алгебраїчну структуру для глибокого дослідження біквадратних залишків. Можна вказати і інші області успішного застосування гауссових чисел. Примітно, що значна їх частина відноситься до теорії не комплексних, а натуральних чисел.

### Розкладання натуральних чисел на суму двох квадратів
З критерію Гауса випливає, що просте натуральне число вигляду {\displaystyle 4n+1} можна представити у вигляді суми квадратів двох натуральних чисел, причому єдиним способом. Приклад: {\displaystyle ~29=(2+5i)(2-5i)=2^{2}+5^{2}.}
Розкладання натуральних чисел іншого виду не завжди можливо — наприклад, {\displaystyle 15;19;27;103} і інші числа виду {\displaystyle 4n+3} можна представити у вигляді суми квадратів двох натуральних чисел. Складові числа можуть також мати більше одного варіанту розкладу, наприклад: {\displaystyle ~65=4^{2}+7^{2}=1^{2}+8^{2}.} Загальна теорема: натуральне число можна подати у вигляді суми двох квадратів тоді і тільки тоді, коли в його канонічному розкладанні всі прості множники виду {\displaystyle 4n+3} входять в парних степенях.
Приклад: {\displaystyle 21=3\cdot 7} можна представити у вигляді суми квадратів, тому що число 3 (як і 7) входить в нього з непарним степенем. Але {\displaystyle 245=5\cdot 7^{2}} уявити можна: {\displaystyle 245=7^{2}+14^{2}.}

### Підрахунок числа представленого у вигляді суми двох квадратів
Число представлень {\displaystyle \rho (m)} натурального числа {\displaystyle m} у вигляді суми квадратів (але, що те ж саме, число гауссових чисел з нормою {\displaystyle m}) можна визначити наступним чином. Розкладемо {\displaystyle m} на прості натуральні множники:
{\displaystyle m=2^{\lambda }p_{1}^{\lambda _{1}}p_{2}^{\lambda _{2}}\dots p_{r}^{\lambda _{r}}q_{1}^{\mu _{1}}q_{2}^{\mu _{2}}\dots q_{s}^{\mu _{s}}}
Тут {\displaystyle p_{i}} — множники виду {\displaystyle 4n+1,} а {\displaystyle q_{j}} — множники виду {\displaystyle 4n+3.} Тоді можливі 3 випадки.
1. Якщо хоча б один показник степеня {\displaystyle \mu _{j}} непарний, число {\displaystyle m} не може бути представлено у вигляді суми квадратів.
2. Нехай всі {\displaystyle \mu _{j}} парні. Остаточна формула залежить від парності {\displaystyle \lambda _{i}.} Якщо всі вони теж парні, то формула має вигляд:

{\displaystyle \rho (m)={\frac {1}{2}}[(\lambda _{1}+1)(\lambda _{2}+1)\cdots (\lambda _{r}+1)+1]}
1. Якщо не всі {\displaystyle \lambda _{i}} парні, то формула трохи відрізняється:

{\displaystyle \rho (m)={\frac {1}{2}}(\lambda _{1}+1)(\lambda _{2}+1)\cdots (\lambda _{r}+1)}

### Теорія піфагорових трійок
Піфагорова трійка — це одне з цілочисельних рішень рівняння:
{\displaystyle x^{2}+y^{2}=z^{2}}
Загальне рішення рівняння залежить від двох цілих параметрів {\displaystyle m,n}:
{\displaystyle x=m^{2}-n^{2};\;y=2mn;\;z=m^{2}+n^{2}}
Для генерації піфагорових трійок можна використовувати такий прийом. Нехай {\displaystyle z=a+bi} — довільне гауссове число, у якого обидва компонента {\displaystyle a,b} ненульові. Звівши це число в квадрат, одержимо деяке інше гауссове число {\displaystyle ~c+di.} Тоді трійка {\displaystyle ~\{|c|;|d|;N(z)\}} буде піфагоровою.
Приклад: для вихідного числа {\displaystyle ~z=17+12i} отримаємо пифагорову трійку: {\displaystyle ~(145;408;433).}

### Розв'язування діофантових рівнянь
Розв'язання багатьох діофантових рівнянь вдається знайти, якщо залучити апарат гауссових чисел. Наприклад, для рівняння{\displaystyle ~x^{2}+y^{2}=2z^{2}} нескладні перетворення дають два типи цілих взаємно простих рішень, залежать від цілих параметрів{\displaystyle a,b}:
1. {\displaystyle x=a^{2}-2ab-b^{2};\;y=a^{2}+2ab-b^{2}}
2. {\displaystyle x=-a^{2}-2ab+b^{2};\;y=a^{2}-2ab-b^{2}}

У 1850 році Віктор Лебег, використовуючи гауссові числа, досліджував рівняння {\displaystyle ~x^{2}+1=y^{n}} і довів його нерозв'язність в натуральних числах. Іншими словами, серед натуральних чисел виду {\displaystyle ~n^{2}+1} немає жодного повного куба чи іншого степеня вище другого.

## Невирішені проблеми
- Знайти кількість гауссових чисел, норма яких менше заданої натуральної константи{\displaystyle R}. В еквівалентному формулюванні ця тема відома як «проблема кола Гауса» у геометрії чисел[27].
- Знайти прямі на комплексній площині, що містять нескінченно багато простих гауссових чисел. Дві такі прямі очевидні — це координатні осі; невідомо, чи існують інші[28].
- Питання, відомий під назвою «рів Гауса[en]»: чи можна дійти до нескінченності, переходячи від одного простого гауссового числа до іншого стрибками заздалегідь обмеженої довжини? Завдання поставлене в 1962 році і до цих пір не вирішена[29].

## Варіації і узагальнення
Ще одним історично важливим евклідовим кільцем, за схожими властивостями на цілі, числа Стали «цілі числа Ейзенштейна».
Гауссові раціональні числа, що позначаються {\displaystyle \mathbb {Q} (i)} — це комплексні числа виду {\displaystyle a+bi}, де {\displaystyle a,b} — раціональні числа. Ця множина замкнута щодо всіх 4 арифметичних операцій, включаючи ділення, і тому є полем, розширюють кільце гауссових чисел.

## Історія
У 1820-х годах Карл Фрідріх Гаус досліджував біквадратичний закон взаємності, результатом стала монографія «Теорія біквадратичних залишків» (1828—1832). Саме в цій праці цілі комплексні числа довели свою корисність для вирішення завдань теорії чисел, хоча формулювання цих завдань ніяк не пов'язана з комплексними числами. Гаус писав, що «природне джерело загальної теорії слід шукати в розширенні області арифметики».
У книзі Гауса було показано, що нові числа за своїми властивостями багато в чому нагадують звичайні цілі числа. Автор описав чотири дільник одиниці, визначив ставлення асоційованості, поняття простого числа, дало критерій простоти і довів аналоги основної теореми арифметики, малої теореми Ферма. Далі Гаус докладно розглянув лишки по комплексному модулю, індекси і первісні корені. Головним досягненням побудованої теорії став біквадратичний закон взаємності, який Гаус обіцяв довести в наступному томі; цей том так і не був опублікований, але в рукописах Гауса була виявлена детальна схема строгого доказу.
Гаус використовував запроваджені ним числа також і в інших своїх працях, наприклад, по алгебраїчним рівнянням. Ідеї Гауса були розвинені в працях Карла Густава Якоба Якобі та Фердинанда Готтхольда Ейзенштейна. У середині XIX століття Ейзенштейн, Діріхле та Ерміт ввели і досліджували узагальнене поняття цілого алгебраїчного числа.
Кільце гауссових цілих чисел було одним з перших прикладів алгебраїчної структури з незвичними властивостями. Згодом було відкрито велику кількість структур такого типу, а в кінці XIX століття з'явилася абстрактна алгебра, вивчає алгебраїчні властивості окремо від об'єктів-носіїв цих властивостей.